# Abílio da Silva Mendes
Abílio da Silva Mendes (Mira de Aire, 1886 - Lisboa, 1953) foi um padre e sacerdote católico, fundador do Corpo Nacional de Escutas no Barreiro em 1936. Aos catorze anos entrou no Seminário de Leiria e em 1904 foi transferido para o Seminário de Santarém. Após a instauração da república, exilou-se no Brasil (primeiro em Aracaju, depois Campos dos Goytacazes e, mais tarde, em Juiz de Fora). Em Campos dos Goytacazes (na paróquia de Santo Antônio de Guarus) toma contacto com o escutismo e funda o Grupo 11 da Associação dos Escoteiros Fluminense, em 1921. Mais tarde, em Juiz de Fora, assumiu o cargo de Reitor do Seminário local, até 1932, data do seu regresso a Portugal. 
Em Portugal, aceita o convite do Cardeal Cerejeira para dirigir a Paróquia de Santa Cruz no Barreiro, e funda várias unidades escutistas: Grupo 130 "Gualdim Pais" e Alcateia 79 "Fernando de Bulhões" (1936); Grupo 100 "Beato João de Brito" no Lavradio (1937); nº 2 "D. João I" (1938); Grupos Seniores 18 "D. João IV" e 21 "António Sardinha" (1941); Junta de Núcleo do Barreiro (1939).
Em fevereiro de 1953, após doença prolongada, o padre Abílio da Silva Mendes faleceu no Hospital Saint Louis, no Bairro Alto (Lisboa) . Em 1959, a Câmara Municipal do Barreiro decidiu empreender uma estátua em sua homenagem.